# Порос (Этолия и Акарнания)
Порос (греч. Πόρος) — необитаемый низкий песчаный остров в Греции, в северной части озера Месолонгион, южнее города Этоликон и входа в озеро Этоликон, севернее острова Долмас. Административно относится к сообществу Этоликон в общине (диму) Иера-Полис-Месолонгион в периферийной единице Этолия и Акарнания в периферии Западная Греция. 
Сыграл важную роль в третьей осаде Месолонгиона. 26 февраля 1826 года занят османскими войсками под начальством Омер-паши Вриони.